# Musculus coracobrachialis

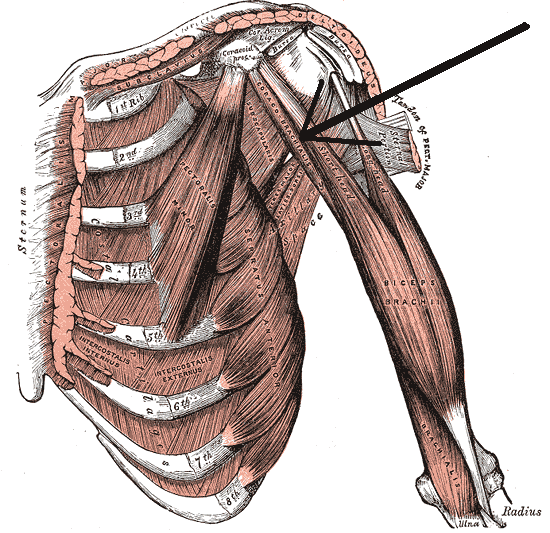
A felkar és a bordaközi izmok (a nyíl mutatja az épphogy csak látható izmot)

A musculus coracobrachialis egy izom az ember felkarjában.

## Eredés, tapadás, elhelyezkedés
A lapocka (scapula) processus coracoideusáról ered közösen a kétfejű karizommal (musculus biceps brachii). A felkarcsont (humerus) belső felszínének közepén tapad.

## Funkció
Előre mozgatja a felkarcsontot. (anteflexio)

## Beidegzés, vérellátás
A nervus musculocutaneus idegzi be. Emellett a nervus musculocutaneus átfúrja a musculus coracobrachialist (ezen alapon lehet gyakorlatban beazonosítani őket). Az arteria brachialis látja el vérrel.

## Külső hivatkozások
- Kép, leírás
- Leírás